# Steve Smith (Brits muzikant)
Steve Smith is een Britse zanger en muzikant (gitaar, percussie), vooral bekend als zanger van de housemuziekgroep Dirty Vegas en als percussionist van de newwaveband Squeeze.

## Biografie
In 1992 trad Smith als percussionist toe tot de band Higher Ground. Kort daarna vertrok de zanger van de band en Smith werd de zanger. De band stopte eind jaren 1990.
Nadat Higher Ground was ontbonden, ontmoette Smith de Europese club-dj Paul Harris op een Zwitsers feest. Ze formeerden de dansgroep Dirty Vegas en kort daarna rekruteerden ze Ben Harris, die in een opnamestudio in Camden had gewerkt. Een van de vroege nummers van de groep, Days Go By, trok de aandacht van een Mitsubishi-topman, die de groep persoonlijk opspoorde om de rechten te verkrijgen om het nummer in een autoadvertentie te gebruiken. Het nummer werd vervolgens een Top 40-hit in het Verenigd Koninkrijk en de Verenigde Staten. De groep bracht vervolgens hun titelloze debuutalbum uit, dat de top 10 bereikte in de Billboard 200 en minder dan twee maanden na de publicatie werd gecertificeerd door de RIAA. Dirty Vegas ging op tournee om het album te promoten en diende als openingsact voor artiesten als Groove Armada, Moby en Underworld.
In 2004 bracht de band hun tweede album One uit. Het album werd afgekamd door critici en was een commerciële teleurstelling, omdat het niet in de Billboard 200 van de Britse albums-hitlijst terechtkwam. Het album bevatte de hitsingle Walk Into the Sun, die #1 bereikte in de Amerikaanse Dance Club Songs en de Amerikaanse Dance/Mix Show Airplay-hitlijsten. Dirty Vegas ging op pauze, terwijl Smith aan een solo-plaat werkte. De groep begon weer in 2011 en bracht in april van dat jaar hun derde album Electric Love uit. De single Little White Doves van het album werd in Italië met goud gecertificeerd. Ben Harris verliet de groep en Dirty Vegas keerde in 2015 terug als duo en bracht hun vierde studioalbum Photograph uit.
In 2006 begon Smith met het opnemen van zijn eerste soloalbum This Town, dat op 22 januari 2008 werd uitgebracht. Smith trad op tijdens een gala voor prins William in Kensington Palace in november 2016. Hij componeerde ook de soundtrack voor de film Boys & Girls Guide to Getting Down. In februari 2017 bracht Smith de ep Union uit, die de single My Favorite Shoes bevat. Met betrekking tot het lied verklaarde Smith dat het lied een eenvoudig feelgood-verhaal is over twee mensen die een beetje verdwaald zijn geraakt in hun wereld van werk, modern leven, kinderen enz. De een zegt tegen de ander, laten we die dingen vergeten waarvan we denken dat ze ons knevelen. 
In juli 2017 kondigde de newwaveband Squeeze aan dat Smith zich had aangesloten bij hun officiële bezetting als hun nieuwe percussionist en achtergrondzanger.

## Privéleven
Smith woont in Boston.

## Discografie
Met Dirty Vegas
- 2002: Dirty Vegas
- 2004: One
- 2011: Electric Love
- 2015: Photograph

Solo
- 2007: This Town
- 2013: Modern World
- 2017: Union (ep)